# Stojan Pretnar
Stojan Pretnar, slovenski pravnik, predavatelj in akademik, * 23. januar 1909, Bovec, † 1. marec 1999. Ljubljana.
Pretnar je bil pred drugo svetovno vojno odvetniški pripravnik v odvetniški pisarni Alojzija Juvana v Mariboru. Ob nastopu okupacije 1941 se je kot mariborski odvetnik umaknil v Ljubljansko pokrajino. Pozneje je deloval kot redni profesor za gospodarsko pravo, primerjalno trgovinsko pravo in pravo industrijske lastnine Pravne fakultete v Ljubljani in bil redni član Slovenske akademije znanosti in umetnosti (od 24. aprila 1981) ter prvi predsednik Znanstvenega sveta Znanstvenoraziskovalnega centra SAZU.